# Humuhumunukunukuapua'a (chanson)
Pistes de High School Musical 2
You Are the Music in Me You Are the Music in Me
Humuhumunukunukuapua'a est une chanson issue du téléfilm High School Musical 2 et publiée le 24 septembre 2007 aux États-Unis. La chanson est interprétée par Ashley Tisdale (Sharpay Evans), dans le rôle de la princesse hawaïenne et Lucas Grabeel (Ryan Evans) dans le rôle d'un guerrier Tiki. Le titre du morceau est en réalité le nom hawaïen d'un poisson.

## Synopsis
Alors qu'il a le soir un rendez-vous avec Gabriella Montez, Troy Bolton est emmené par Mr Fulton, le majordome du club dans un endroit sombre. Alors qu'il se demande ce qui lui arrive, apparait Ryan Evans dans un déguisement hawaïen qui commence à chanter "A long time ago, in a land far away", puis apparait sa sœur dans le déguisement de princesse Tiki, ainsi que trois de ses amies, dans de semblables costumes. Il s'agit en réalité du spectacle que les jumeaux Evans doivent présenter au concours des jeunes talents du club. En réalité, Sharpay essaie de trouver un moyen pour monter sur scène avec Troy.

## Chanson
Cette chanson raconte l'histoire de la princesse Tiki, princesse hawaïenne interprétée par Sharpay.